# Tôn Ngọc Hạnh
Tôn Ngọc Hạnh (sinh ngày 29 tháng 8 năm 1980) là một nữ chính trị gia người Việt Nam. Bà hiện là Ủy viên dự khuyết Trung ương Đảng khóa XIII, Phó Bí thư thường trực Tỉnh ủy, Chủ tịch Hội đồng nhân dân tỉnh Đồng Nai.
Bà từng là Bí thư Tỉnh ủy Bình Phước , Phó Chủ tịch Hội Liên hiệp Phụ nữ Việt Nam , Ủy viên Ban Thường vụ Tỉnh ủy Bình Phước, Bí thư Thành ủy Đồng Xoài, Phó Trưởng đoàn chuyên trách, Đoàn đại biểu Quốc hội khóa XIV tỉnh Bình Phước; Ủy viên Ủy ban về các vấn đề xã hội của Quốc hội khóa XIV.

## Xuất thân
Tôn Ngọc Hạnh sinh ngày 29 tháng 8 năm 1980, quê quán ở phường Bình Chuẩn, thành phố Thuận An, tỉnh Bình Dương.

## Giáo dục
- Giáo dục phổ thông: 12/12
- Học viện Báo chí và Tuyên truyền chuyên ngành Xây dựng Đảng và Chính quyền nhà nước
- Thạc sĩ Xây dựng Đảng và Chính quyền nhà nước
- Cao cấp lí luận chính trị

## Sự nghiệp
Bà gia nhập Đảng Cộng sản Việt Nam vào ngày 19/5/2002.
Bà từng là đại biểu hội đồng nhân dân tỉnh Bình Phước khóa VIII nhiệm kỳ 2011-2016.
Khi lần đầu ứng cử đại biểu Quốc hội Việt Nam khóa XIV vào tháng 5 năm 2016 bà đang là Tỉnh ủy viên, Bí thư Tỉnh đoàn Bình Phước, làm việc ở Tỉnh Đoàn Bình Phước.
Bà đã trúng cử đại biểu quốc hội năm 2016 ở đơn vị bầu cử số 2, tỉnh Bình Phước gồm có thị xã Đồng Xoài, Phước Long và các huyện Đồng Phú, Phú Riềng, Bù Đăng, được 271.496 phiếu, đạt tỷ lệ 79,85% số phiếu hợp lệ.
Sáng ngày 23 tháng 12 năm 2019, Thành ủy TP. Đồng Xoài, tỉnh Bình Phước tổ chức hội nghị Ban Chấp hành Đảng bộ (mở rộng) lần thứ 31 quyết định về vấn đề nhân sự. Tại hội nghị, Ban Thường vụ Tỉnh ủy Bình Phước quyết định luân chuyển bà Tôn Ngọc Hạnh, Tỉnh ủy viên, Giám đốc Sở Lao động, Thương binh và Xã hội về Thành ủy TP. Đồng Xoài giữ chức vụ Bí thư Thành ủy (nhiệm kỳ 2015 – 2020) kể từ ngày 1/1/2020.
Ngày 2 tháng 10 năm 2020, tại Đại hội Đảng bộ tỉnh Bình Phước lần thứ 11, nhiệm kỳ 2020-2025, bà tái cử Ban Chấp hành Đảng bộ tỉnh và được bầu vào Ban Thường vụ Tỉnh ủy Bình Phước khóa XI.
Ngày 30 tháng 1 năm 2021, tại Đại hội đại biểu toàn quốc lần thứ XIII của Đảng, bà được bầu làm Ủy viên dự khuyết Ban Chấp hành Trung ương Đảng Cộng sản Việt Nam khóa XIII, nhiệm kỳ 2021-2026.
Ngày 11 tháng 3 năm 2022, tại Đại hội đại biểu Phụ nữ toàn quốc lần thứ XIII, nhiệm kỳ 2022 - 2027, bà được bầu làm Phó Chủ tịch Hội Liên hiệp Phụ nữ Việt Nam.
Ngày 22 tháng 11 năm 2024, bà được Bộ Chính trị điều động tham gia Ban Chấp hành, Ban Thường vụ và giữ chức Bí thư Tỉnh ủy Bình Phước.